# Europäische Antifolterkonvention
Am 26. November 1987 verabschiedete der Europarat das Europäische Übereinkommen zur Verhütung von Folter und unmenschlicher oder erniedrigender Behandlung oder Strafe, engl. European Convention for the Prevention of Torture and Inhuman or Degrading Treatment or Punishment, kurz CPT oder Europäische Antifolterkonvention. Diese Konvention des Europarates trat am 1. Februar 1989 mit SEV-Nr. 126 in Kraft und wurde bisher von 47 Staaten ratifiziert.
Die Europäische Antifolterkonvention legt das Schwergewicht, unter Berücksichtigung des Folterverbotes nach Artikel 3 EMRK, auf Verhinderung und Verhütung von Folter. Zu diesem Zweck wurde ein Europäisches Komitee zur Verhütung von Folter und unmenschlicher oder erniedrigender Behandlung oder Strafe geschaffen.
Der Ausschuss prüft durch Besuche die Behandlung von Personen, denen die Freiheit entzogen wurde. Er ist ermächtigt, jederzeit solche Einrichtungen (insbesondere Gefängnisse und ähnliche Anstalten) in einem Konventionsstaat aufzusuchen. Nach der Inspektion übergibt der Ausschuss dem betroffenen Staat einen vertraulichen Bericht, der seine Feststellungen und Empfehlungen enthält. In der Regel erlauben die Vertragsstaaten die Veröffentlichung dieser Berichte, ohne dass die Konvention sie dazu ausdrücklich verpflichten würde.
Die Europäische Antifolterkonvention weist bereits viele Ähnlichkeiten mit dem fünfzehn Jahre später angenommenen Fakultativprotokoll (OPCAT) zur UN-Antifolterkonvention auf. Sie unterscheidet sich vor allem dadurch, dass sie keinen nationalen Präventionsmechanismus vorsieht.